# Peder Furubotn

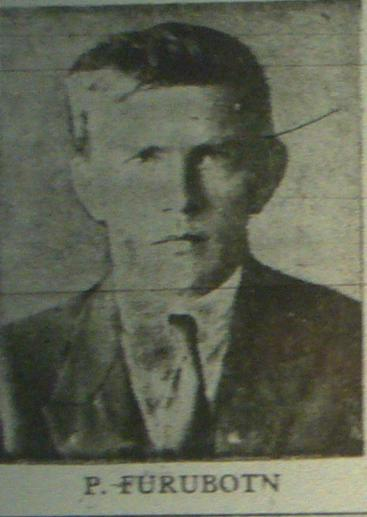
Peder Furubotn, foto från Norges Kommunistblad.

Peder Furubotn (född 29 augusti 1890 i Brekke, död 28 november 1975) var en norsk kommunistisk politiker och ledare för den kommunistiska motståndskampen mot den tyska ockupationen av Norge under andra världskriget. Efter kriget blev han utesluten ur partiet, som "imperialistisk agent". I samband med Ungernrevolten 1956 tog han självkritiskt avstånd från vad han kallade sin "vänstersekterism" och började stödja Arbeiderpartiet. 1972 stödde han Norges anslutning till EEC. Till yrket var han möbelsnickare.

## Ungdom
Peder Furubotn var fackligt aktiv redan före första världskriget och ledde flera olagliga fackliga aktioner i sin hemstad Bergen. Något som ledde till att han flera gånger dömdes till fängelsestraff. Som LO-representant i Arbeiderpartiet var han en av förespråkarna till att partiet skulle bli medlem i Komintern. På Arbeiderpartiets kongress 1923 var han två röster ifrån att bli vald till partisekreterare. När Arbeiderpartiet splittrades samma år blev Peder Furubotn vald till Norges Kommunistiska Partis (NKP) första generalsekreterare (1923–1930). Han satt även med i ledningen för den Tredje internationalen (Komintern) 1930–1938 och uppehöll sig tidvis i Sovjetunionen.

## Andra världskriget
Under ett hemligt centralkommittèmöte den 31 december 1941 valdes Peder Furubotn än en gång till ordförande för Norges Kommunistiska Parti (1942–1949). Detta efter att den sittande ledaren för partiet efter krigsutbrottet, Henry Wilhelm Kristiansen, blev arresterad av Gestapo den 22 juni 1941. Under kriget fick Peder Furubotn smeknamnet «Norges Tito» efter Josip Broz Tito. 

## Efter kriget
Peder Furubotn stridbara och omtalade personlighet bidrog till att han ständigt hamnade i olika fraktionsstrider med andra ledare i Norges Kommunistiska Parti. Under partiuppgörelsen med Emil Løvlien och Johan Strand Johansen 1948–1950 fick han även Moskva mot sig. Brännmärkt som imperialistisk agent blev Peder Furubotn 1950 utesluten ur NKP.  I samband med Ungernrevolten 1956 tog han självkritiskt avstånd från vad han kallade sin "vänstersekterism" och stödja Arbeiderpartiet. Vid folkomröstningen 1972 stödde han Norges anslutning till EEC.